# Medagliati olimpici nella scherma femminile
Elenco delle vincitrici di medaglia olimpica nella scherma.

## Albo d'oro

### Fioretto individuale
| Edizione                                          | Oro                                               | Argento                                 | Bronzo                                  |
| ------------------------------------------------- | ------------------------------------------------- | --------------------------------------- | --------------------------------------- |
| Parigi 1924                                       | Ellen Osiier                                      | Gladys Davis                            | Grete Heckscher                         |
| Amsterdam 1928                                    | Helene Mayer                                      | Muriel Freeman                          | Olga Oelkers                            |
| Los Angeles 1932                                  | Ellen Preis                                       | Judy Guinness                           | Erna Bogen-Bogáti                       |
| Berlino 1936                                      | Ilona Elek                                        | Helene Mayer                            | Ellen Preis                             |
| Londra 1948                                       | Ilona Elek                                        | Karen Lachmann                          | Ellen Preis                             |
| Helsinki 1952                                     | Irene Camber                                      | Ilona Elek                              | Karen Lachmann                          |
| Melbourne 1956                                    | Gillian Sheen                                     | Olga Orban-Szabo                        | Renée Garilhe                           |
| Roma 1960                                         | Heidi Schmid                                      | Valentina Rastvorova                    | Maria Vicol                             |
| Tokyo 1964                                        | Ildikó Rejtő-Ujlaki-Sági                          | Helga Volz-Mees                         | Antonella Ragno                         |
| Città del Messico 1968                            | Elena Novikova-Belova                             | Pilar Roldán                            | Ildikó Rejtő-Ujlaki-Sági                |
| Monaco di Baviera 1972                            | Antonella Ragno-Lonzi                             | Ildikó Farkasinszky-Bóbis               | Galina Gorochova                        |
| Montréal 1976                                     | Ildikó Schwarczenberger                           | Maria Consolata Collino                 | Elena Novikova-Belova                   |
| Mosca 1980                                        | Pascale Trinquet-Hachin                           | Magda Maros                             | Barbara Wysoczańska                     |
| Los Angeles 1984                                  | Luan Jujie                                        | Cornelia Hanisch                        | Dorina Vaccaroni                        |
| Seul 1988                                         | Anja Fichtel-Mauritz                              | Sabine Bau                              | Zita-Eva Funkenhauser                   |
| Barcellona 1992                                   | Giovanna Trillini                                 | Wang Huifeng                            | Tat'jana Sadovskaja                     |
| Atlanta 1996                                      | Laura Badea-Cârlescu                              | Valentina Vezzali                       | Giovanna Trillini                       |
| Sydney 2000                                       | Valentina Vezzali                                 | Rita König                              | Giovanna Trillini                       |
| Atene 2004                                        | Valentina Vezzali                                 | Giovanna Trillini                       | Sylwia Gruchała                         |
| Pechino 2008                                      | Valentina Vezzali                                 | Nam Hyun-hee                            | Margherita Granbassi                    |
| Londra 2012                                       | Elisa Di Francisca                                | Arianna Errigo                          | Valentina Vezzali                       |
| Rio de Janeiro 2016                               | Inna Deriglazova                                  | Elisa Di Francisca                      | Inès Boubakri                           |
| Tokyo 2020                                        | Lee Kiefer                                        | Inna Deriglazova                        | Larisa Korobejnikova                    |
| Parigi 2024                                       | Lee Kiefer                                        | Lauren Scruggs                          | Eleanor Harvey                          |
| Atleta meglio premiato: Valentina Vezzali (3/1/1) | Atleta meglio premiato: Valentina Vezzali (3/1/1) | Nazione meglio premiata: Italia (7/5/6) | Nazione meglio premiata: Italia (7/5/6) |

### Fioretto a squadre
| Edizione                                | Oro                                                     | Argento                                                 | Bronzo                                                  |
| --------------------------------------- | ------------------------------------------------------- | ------------------------------------------------------- | ------------------------------------------------------- |
| Roma 1960                               | Unione Sovietica                                        | Ungheria                                                | Italia                                                  |
| Tokyo 1964                              | Ungheria                                                | Unione Sovietica                                        | Squadra Unificata Tedesca                               |
| Città del Messico 1968                  | Unione Sovietica                                        | Ungheria                                                | Romania                                                 |
| Monaco di Baviera 1972                  | Unione Sovietica                                        | Ungheria                                                | Romania                                                 |
| Montréal 1976                           | Unione Sovietica                                        | Francia                                                 | Ungheria                                                |
| Mosca 1980                              | Francia                                                 | Unione Sovietica                                        | Ungheria                                                |
| Los Angeles 1984                        | Germania Ovest                                          | Romania                                                 | Francia                                                 |
| Seul 1988                               | Germania Ovest                                          | Italia                                                  | Ungheria                                                |
| Barcellona 1992                         | Italia                                                  | Germania                                                | Romania                                                 |
| Atlanta 1996                            | Italia                                                  | Romania                                                 | Germania                                                |
| Sydney 2000                             | Italia                                                  | Polonia                                                 | Germania                                                |
| Atene 2004                              | Evento non incluso nel programma olimpico per rotazione | Evento non incluso nel programma olimpico per rotazione | Evento non incluso nel programma olimpico per rotazione |
| Pechino 2008                            | Russia                                                  | Stati Uniti                                             | Italia                                                  |
| Londra 2012                             | Italia                                                  | Russia                                                  | Corea del Sud                                           |
| Rio de Janeiro 2016                     | Evento non incluso nel programma olimpico per rotazione | Evento non incluso nel programma olimpico per rotazione | Evento non incluso nel programma olimpico per rotazione |
| Tokyo 2020                              | ROC                                                     | Francia                                                 | Italia                                                  |
| Parigi 2024                             | Stati Uniti                                             | Italia                                                  | Giappone                                                |
| Nazione meglio premiata: Italia (4/2/3) |                                                         |                                                         |                                                         |

### Spada individuale
| Edizione                                   | Oro                                        | Argento                                   | Bronzo                                    |
| ------------------------------------------ | ------------------------------------------ | ----------------------------------------- | ----------------------------------------- |
| Atlanta 1996                               | Laura Flessel                              | Valérie Barlois                           | Gyöngyi Szalay-Horváth                    |
| Sydney 2000                                | Tímea Nagy                                 | Gianna Hablützel-Bürki                    | Laura Flessel                             |
| Atene 2004                                 | Tímea Nagy                                 | Laura Flessel                             | Maureen Nisima                            |
| Pechino 2008                               | Britta Heidemann                           | Ana Maria Brânză                          | Ildikó Mincza-Nébald                      |
| Londra 2012                                | Jana Šemjakina                             | Britta Heidemann                          | Sun Yujie                                 |
| Rio de Janeiro 2016                        | Emese Szász                                | Rossella Fiamingo                         | Sun Yiwen                                 |
| Tokyo 2020                                 | Sun Yiwen                                  | Ana Maria Popescu                         | Katrina Lehis                             |
| Parigi 2024                                | Kong Man Wai Vivian                        | Auriane Mallo-Breton                      | Eszter Muhari                             |
| Atleta meglio premiato: Tímea Nagy (2/0/0) | Atleta meglio premiato: Tímea Nagy (2/0/0) | Nazione meglio premiata: Ungheria (3/0/2) | Nazione meglio premiata: Ungheria (3/0/2) |

### Spada a squadre
| Edizione                                | Oro                                                     | Argento                                                 | Bronzo                                                  |
| --------------------------------------- | ------------------------------------------------------- | ------------------------------------------------------- | ------------------------------------------------------- |
| Atlanta 1996                            | Francia                                                 | Italia                                                  | Russia                                                  |
| Sydney 2000                             | Russia                                                  | Svizzera                                                | Cina                                                    |
| Atene 2004                              | Russia                                                  | Germania                                                | Francia                                                 |
| Pechino 2008                            | Evento non incluso nel programma olimpico per rotazione | Evento non incluso nel programma olimpico per rotazione | Evento non incluso nel programma olimpico per rotazione |
| Londra 2012                             | Cina                                                    | Corea del Sud                                           | Stati Uniti                                             |
| Rio de Janeiro 2016                     | Romania                                                 | Cina                                                    | Russia                                                  |
| Tokyo 2020                              | Estonia                                                 | Corea del Sud                                           | Italia                                                  |
| Parigi 2024                             | Italia                                                  | Francia                                                 | Polonia                                                 |
| Nazione meglio premiata: Russia (2/0/2) |                                                         |                                                         |                                                         |

### Sciabola individuale
| Edizione                                       | Oro                                            | Argento                                 | Bronzo                                  |
| ---------------------------------------------- | ---------------------------------------------- | --------------------------------------- | --------------------------------------- |
| Atene 2004                                     | Mariel Zagunis                                 | Tan Xue                                 | Sada Jacobson                           |
| Pechino 2008                                   | Mariel Zagunis                                 | Sada Jacobson                           | Rebecca Ward                            |
| Londra 2012                                    | Kim Ji-yeon                                    | Sof'ja Velikaja                         | Ol'ha Charlan                           |
| Rio de Janeiro 2016                            | Jana Egorjan                                   | Sof'ja Velikaja                         | Ol'ha Charlan                           |
| Tokyo 2020                                     | Sofija Pozdnjakova                             | Sof'ja Velikaja                         | Manon Brunet                            |
| Parigi 2024                                    | Manon Brunet                                   | Sara Balzer                             | Ol'ha Charlan                           |
| Atleta meglio premiato: Mariel Zagunis (2/0/0) | Atleta meglio premiato: Mariel Zagunis (2/0/0) | Nazione meglio premiata: Russia (2/3/0) | Nazione meglio premiata: Russia (2/3/0) |

### Sciabola a squadre
| Edizione                                 | Oro                                                     | Argento                                                 | Bronzo                                                  |
| ---------------------------------------- | ------------------------------------------------------- | ------------------------------------------------------- | ------------------------------------------------------- |
| Pechino 2008                             | Ucraina                                                 | Cina                                                    | Stati Uniti                                             |
| Londra 2012                              | Evento non incluso nel programma olimpico per rotazione | Evento non incluso nel programma olimpico per rotazione | Evento non incluso nel programma olimpico per rotazione |
| Rio de Janeiro 2016                      | Russia                                                  | Ucraina                                                 | Stati Uniti                                             |
| Tokyo 2020                               | ROC                                                     | Francia                                                 | Corea del Sud                                           |
| Parigi 2024                              | Ucraina                                                 | Corea del Sud                                           | Giappone                                                |
| Nazione meglio premiata: Ucraina (2/1/0) |                                                         |                                                         |                                                         |